# Équations de Lagrange
Pour les articles homonymes, voir Lagrange.
 (octobre 2020).
Si vous disposez d'ouvrages ou d'articles de référence ou si vous connaissez des sites web de qualité traitant du thème abordé ici, merci de compléter l'article en donnant les références utiles à sa vérifiabilité et en les liant à la section « Notes et références ».

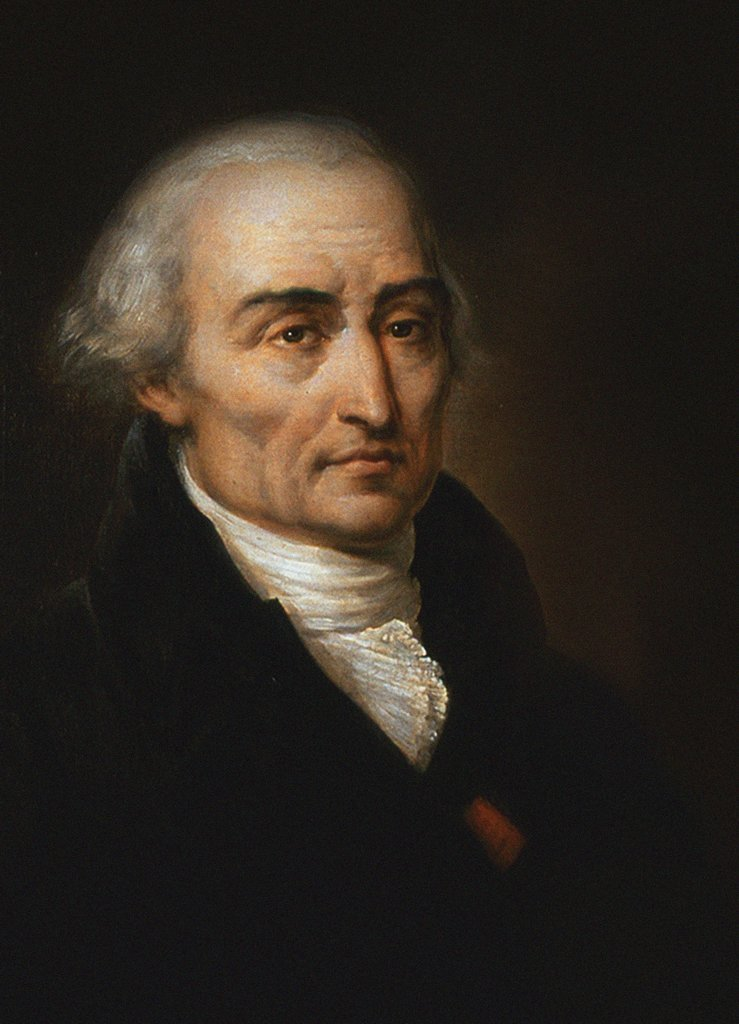
Joseph-Louis Lagrange

Les équations de Lagrange,,, découvertes en 1788 par le mathématicien Joseph-Louis Lagrange, sont une reformulation de la mécanique classique.

## Équations de première espèce
Il s'agit d'une reformulation de l'équation de Newton, qui ne fait pas intervenir les forces de réaction.
Pour cela, on exprime les contraintes que subit la particule étudiée sous la forme d'équations du type : {\displaystyle g_{i}({\vec {x}},t)=0}
Il n'y a qu'une équation si le mouvement est contraint à une surface, deux s'il est contraint à une courbe.
Par exemple, pour le pendule simple, on a la contrainte {\displaystyle g_{1}({\vec {x}},t)=r-l=0}. Si de plus le mouvement se fait dans le plan Oxz, on rajoute l'équation {\displaystyle g_{2}({\vec {x}},t)=y=0}
On fait l'hypothèse selon laquelle les forces de réaction (hors frottements) sont orthogonales à la surface ou courbe de contrainte, elles s'écrivent alors sous la forme
Les équations du mouvement sont donc

## Équations de deuxième espèce
En mécanique lagrangienne, la trajectoire d'un objet est obtenue en cherchant à minimiser une certaine quantité, appelée action. Le principe de moindre action indique qu'un objet suit la trajectoire qui minimise l'action à chaque instant et les équations de Lagrange reformulent dans ce contexte les lois de la mécanique classique découvertes par Isaac Newton.
En mécanique, les équations de Lagrange permettent d'obtenir très facilement les équations du mouvement d'un système complexe sans avoir à utiliser la notion de force.
Pour un système à {\displaystyle N} degrés de liberté décrit par {\displaystyle N} coordonnées généralisées {\displaystyle q_{i}},
on exprime le lagrangien {\displaystyle L} à partir des coordonnées généralisées {\displaystyle q_{i}}
et de leurs dérivées par rapport au temps {\displaystyle {\dot {q}}_{i}} comme la différence entre l'énergie cinétique et l'énergie potentielle. 
Comme le temps peut figurer explicitement dans le lagrangien, il dépend finalement de {\displaystyle 2N+1} variables.
Lorsqu'aucun effort extérieur n'est appliqué sur le système, les équations de Lagrange ont la forme suivante :  
Ces équations peuvent se déduire directement des lois de la mécanique classique. Il y a une équation pour chaque coordonnée généralisée {\displaystyle {\dot {q}}_{i}}. L'un des intérêts de ces équations est de pouvoir choisir le système de variables le plus adapté pour décrire le système.
En mécanique classique, le paramètre est le temps et ces équations sont les équations de Lagrange proprement dites.
Si le paramètre est la longueur de la trajectoire, ces équations fournissent l'équation géodésique.

### Établissement des équations
Étant donné un système de coordonnées quelconque {\displaystyle x_{i}}, une variable {\displaystyle \tau } permettant de paramétrer les trajectoires, on considère une fonction {\displaystyle L} qui ne dépend que des variables {\displaystyle x_{i}} et leur dérivée totale par rapport à {\displaystyle \tau }, {\displaystyle {\dot {x}}_{i}}.
On veut trouver les trajectoires {\displaystyle x_{i}(\tau )} d'extrémités données {\displaystyle \tau _{1}} et {\displaystyle \tau _{2}}, qui minimisent l'intégrale
Considérons une trajectoire infiniment voisine {\displaystyle x'(\tau )=x(\tau )+\varepsilon \xi (\tau )} avec {\displaystyle \varepsilon } un infiniment petit et {\displaystyle \xi (\tau _{1})=\xi (\tau _{2})=0}. Supposant que les solutions sont trouvées et {\displaystyle \xi (\tau )} donné, la fonction
est minimale pour {\displaystyle \varepsilon =0} :
Intégrant par parties le second terme sous l'intégrale et profitant du fait que {\displaystyle \xi } a été supposée nulle aux bornes, on a
Comme la fonction {\displaystyle \xi } est quelconque, on doit avoir

### Efforts extérieurs
Lorsque les forces {\displaystyle {\vec {F}}} appliquées dérivent d'un potentiel généralisé {\displaystyle V({\vec {x}},{\dot {\vec {x}}},t)}, c'est-à-dire vérifiant 
l'équation ci-dessus reste valable, avec le lagrangien {\displaystyle L=T-V~}
Lorsqu'une force {\displaystyle F} ne dérivant pas d'un potentiel généralisé est appliquée sur le système au point {\displaystyle P=(x,y,z)}, les équations de Lagrange deviennent :
Un exemple de force dérivant d'un potentiel généralisé mais pas d'un potentiel classique est la force de Lorentz :
{\displaystyle {\vec {F}}=q{\vec {E}}+q{\vec {v}}\times {\vec {B}}={\frac {\mathrm {d} }{\mathrm {d} t}}{\frac {\partial V}{\partial {\dot {\vec {x}}}}}-{\frac {\partial V}{\partial {\vec {x}}}}} avec {\displaystyle V({\vec {x}},{\dot {\vec {x}}},t)=q\phi -q{\vec {A}}\cdot {\vec {v}}}
En revanche, la force de frottement fluide {\displaystyle {\vec {F}}=-\alpha {\vec {v}}} ne dérive d'aucun potentiel, même généralisé.